# Persone di nome Agostino
| Questa pagina contiene informazioni ricavate automaticamente dalle voci biografiche con l'ausilio del template Bio e di un bot. L'aggiornamento è periodico e automatico e ricostruisce completamente la pagina. Se manca una persona in questa lista, sei pregato di non aggiungerla, ma accertati piuttosto che la sua voce biografica contenga il template Bio e che i dati anagrafici siano correttamente compilati. Se il template Bio manca, inseriscilo tu stesso o, in alternativa, metti l'avviso {{tmp\|Bio}} che ne segnala la mancanza. Se i dati riportati sono sbagliati, correggi direttamente la voce biografica; le modifiche saranno visibili in questa lista entro pochi giorni. Per chiarimenti vedi il progetto antroponimi. La lista contiene solo le 352 persone che sono citate nell'enciclopedia e per le quali è stato implementato correttamente il template Bio. Pagina aggiornata al 6 ago 2025. |

Questa è una lista di persone presenti nell'enciclopedia che hanno il nome Agostino, suddivise per attività principale.

## Abati(1)
- Agostino Calmet, abate francese (Ménil-la-Horgne, n. 1672 - Abbazia di Saint-Pierre de Senones, † 1757)

## Agronomi(3)
- Agostino Fapanni, agronomo e storico italiano (Albaredo, n. 1778 - Martellago, † 1861)
- Agostino Gallo, agronomo italiano (Cadignano, n. 1499 - Brescia, † 1570)
- Agostino Rigi Luperti, agronomo italiano (Cagli, n. 1906 - Roma, † 1986)

## Allenatori di calcio(1)
- Agostino Iacobelli, allenatore di calcio e ex calciatore italiano (Torre del Greco, n. 1963)

## Alpinisti(1)
- Agostino Da Polenza, alpinista italiano (Gazzaniga, n. 1955)

## Ambasciatori(1)
- Agostino Landi, ambasciatore e politico italiano (Bardi - Milano, † 1555)

## Ammiragli(1)
- Agostino Barbarigo, ammiraglio italiano (Venezia, n. 1516 - Lepanto, † 1571)

## Anarchici(1)
- Agostino Sette, anarchico e antifascista italiano (Montagnana, n. 1902 - Siétamo, † 1936)

## Anglisti(1)
- Agostino Lombardo, anglista, critico letterario e traduttore italiano (Messina, n. 1927 - Roma, † 2005)

## Arabisti(1)
- Agostino Cilardo, arabista italiano (San Prisco, n. 1947 - San Prisco, † 2017)

## Arbitri di calcio(1)
- Agostino Gamba, arbitro di calcio, dirigente sportivo e calciatore italiano (Torino, n. 1904 - Pozzuoli, † 1988)

## Architetti(8)
- Agostino Barelli, architetto italiano (Bologna, n. 1626 - † 1697)
- Agostino Fantastici, architetto e scenografo italiano (Siena, n. 1782 - Siena, † 1845)
- Agostino Gerli, architetto, decoratore e inventore italiano (Milano, n. 1744 - Milano, † 1821)
- Enrico Agostino Griffini, architetto e ingegnere italiano (Venezia, n. 1887 - Milano, † 1952)
- Agostino Locci, architetto e scenografo italiano (Narni, n. 1601)
- Agostino Renna, architetto italiano (Andretta, n. 1937 - Napoli, † 1988)
- Agostino Serena, architetto italiano (Arogno - † 1654)
- Agostino Vitoli, architetto italiano (Spoleto)

## Armatori(1)
- Agostino Lauro, armatore italiano (Ischia, n. 1917 - Genova, † 1989)

## Artisti(1)
- Tinin Mantegazza, artista, autore televisivo e scenografo italiano (Varazze, n. 1931 - Cesena, † 2020)

## Astrologi(1)
- Agostino Maccari, astrologo, presbitero e teologo italiano

## Attori(3)
- Agostino Borgato, attore e regista italiano (Venezia, n. 1871 - Hollywood, † 1939)
- Agostino Salvietti, attore italiano (Napoli, n. 1882 - Napoli, † 1967)
- Tino Schirinzi, attore e regista teatrale italiano (Taranto, n. 1934 - Barberino di Mugello, † 1993)

## Attori teatrali(2)
- Agostino Fiorilli, attore teatrale italiano († 1783)
- Girolamo Medebach, attore teatrale italiano (Roma, n. 1706 - † 1790)

## Aviatori(2)
- Agostino Brunetta, aviatore e militare italiano (Azzano Decimo, n. 1895 - La Spezia, † 1920)
- Agostino Celentano, aviatore italiano (Bella, n. 1917 - Latina, † 1956)

## Avvocati(7)
- Agostino Ademollo, avvocato, scrittore e storico italiano (Siena, n. 1799 - Firenze, † 1841)
- Agostino Bassino, avvocato e politico italiano (Macerata, n. 1874 - Roma, † 1950)
- Augusto Battaglieri, avvocato e politico italiano (Casale Monferrato, n. 1854 - Casale Monferrato, † 1929)
- Agostino Bronzi, avvocato e politico italiano (La Spezia, n. 1891 - La Spezia, † 1972)
- Agostino Mollo, avvocato italiano († 1648)
- Agostino Viviani, avvocato, politico e giurista italiano (Siena, n. 1911 - Milano, † 2009)
- Agostino Zanelli, avvocato, letterato e filantropo italiano (Castel Goffredo, n. 1788 - Milano, † 1876)

## Banchieri(2)
- Agostino Chigi, banchiere, imprenditore e armatore italiano (Siena, n. 1466 - Roma, † 1520)
- Agostino Feoli, banchiere italiano (Roma, n. 1785 - Roma, † 1856)

## Bassi(2)
- Agostino Ferrin, basso italiano (Piove di Sacco, n. 1928 - Roma, † 1989)
- Agostino Rovere, basso italiano (Monza, n. 1804 - New York, † 1865)

## Batteristi(1)
- Agostino Marangolo, batterista italiano (Catania, n. 1953)

## Bibliotecari(1)
- Agostino Barbini, bibliotecario, pubblicista e funzionario italiano (Grosseto, n. 1840 - † 1902)

## Biografi(1)
- Agostino Gallo, biografo, storico e critico d'arte italiano (Palermo, n. 1790 - Palermo, † 1872)

## Botanici(1)
- Agostino Pappi, botanico italiano (n. 1872 - † 1951)

## Briganti(2)
- Agostino Nardella, brigante italiano (San Marco in Lamis, n. 1815 - Rignano Garganico, † 1861)
- Agostino Sacchitiello, brigante italiano (Bisaccia, n. 1834)

## Calciatori(13)
- Agostino Bertolotto, calciatore e allenatore di calcio italiano (Savona, n. 1909)
- Agostino Bodrato, calciatore italiano
- Agostino Camigliano, calciatore italiano (Segrate, n. 1994)
- Agostino Casanova, calciatore italiano
- Agostino De Nardi, ex calciatore italiano (Vittorio Veneto, n. 1939)
- Agostino Di Bartolomei, calciatore italiano (Roma, n. 1955 - Castellabate, † 1994)
- Agostino Fossati, calciatore italiano
- Agostino Garofalo, ex calciatore italiano (Torre Annunziata, n. 1984)
- Agostino Marzoli, calciatore italiano
- Agostino Montessoro, calciatore e arbitro di calcio italiano (Novi Ligure, n. 1895)
- Agostino Recalcati, calciatore italiano (Milano, n. 1879 - Milano, † 1935)
- Agostino Scaglioni, calciatore italiano (Pavia, n. 1920 - Pavia, † 1998)
- Agostino Spina, calciatore argentino (Castelar, n. 2001)

## Canottieri(1)
- Agostino Abbagnale, ex canottiere italiano (Pompei, n. 1966)

## Cantanti(1)
- Mario Trevi, cantante e attore teatrale italiano (Melito di Napoli, n. 1941)

## Cardinali(18)
- Agostino Bausa, cardinale e arcivescovo cattolico italiano (Firenze, n. 1821 - Firenze, † 1899)
- Agostino Cacciavillan, cardinale e arcivescovo cattolico italiano (Novale di Valdagno, n. 1926 - Città del Vaticano, † 2022)
- Agostino Casaroli, cardinale e arcivescovo cattolico italiano (Castel San Giovanni, n. 1914 - Roma, † 1998)
- Agostino Ciasca, cardinale e orientalista italiano (Polignano a Mare, n. 1835 - Roma, † 1902)
- Agostino Cusani, cardinale e arcivescovo cattolico italiano (Milano, n. 1655 - Milano, † 1730)
- Agostino Cusani, cardinale italiano (Milano, n. 1542 - Milano, † 1598)
- Agostino Galamini, cardinale e vescovo cattolico italiano (Brisighella, n. 1553 - Osimo, † 1639)
- Agostino Marchetto, cardinale e arcivescovo cattolico italiano (Vicenza, n. 1940)
- Agostino Oreggi, cardinale e arcivescovo cattolico italiano (Santa Sofia, n. 1577 - Benevento, † 1635)
- Agostino Pipia, cardinale e vescovo cattolico italiano (Seneghe, n. 1660 - Roma, † 1730)
- Agostino Gaetano Riboldi, cardinale e arcivescovo cattolico italiano (Paderno Dugnano, n. 1839 - Ravenna, † 1902)
- Agostino Richelmy, cardinale e arcivescovo cattolico italiano (Torino, n. 1850 - Torino, † 1923)
- Agostino Rivarola, cardinale italiano (Genova, n. 1758 - Roma, † 1842)
- Agostino Spinola, cardinale e arcivescovo cattolico italiano (Genova, n. 1597 - Siviglia, † 1649)
- Agostino Spinola, cardinale e vescovo cattolico italiano (Savona, n. 1482 - Roma, † 1537)
- Agostino Trivulzio, cardinale italiano (Milano, n. 1485 - Roma, † 1548)
- Agostino Valier, cardinale e vescovo cattolico italiano (Venezia, n. 1531 - Roma, † 1606)
- Agostino Vallini, cardinale e arcivescovo cattolico italiano (Poli, n. 1940)

## Cestisti(3)
- Agostino Li Vecchi, ex cestista e allenatore di pallacanestro italiano (Cosenza, n. 1970)
- Agostino Miliani, cestista italiano (Trieste, n. 1920 - Trieste, † 2005)
- Agostino Origlio, ex cestista e allenatore di pallacanestro italiano (Messina, n. 1974)

## Chimici(1)
- Agostino Oglialoro Todaro, chimico italiano (Palermo, n. 1847 - Napoli, † 1923)

## Chirurghi(1)
- Agostino Jacob Landré-Beauvais, chirurgo francese (Orléans, n. 1772 - † 1840)

## Ciclisti su strada(2)
- Agostino Bellandi, ciclista su strada italiano (Castelfranco di Sotto, n. 1907 - San Miniato, † 1945)
- Agostino Coletto, ciclista su strada italiano (Avigliana, n. 1927 - Pino Torinese, † 2016)

## Compositori(5)
- Agostino Accorimboni, compositore italiano (Roma, n. 1739 - Roma, † 1818)
- Agostino Agazzari, compositore, organista e teorico della musica italiano (Siena, n. 1578 - Siena, † 1640)
- Agostino Carollo, compositore, produttore discografico e disc jockey italiano (Rovereto, n. 1966)
- Agostino Filippuzzi, compositore italiano (Bologna - Bologna)
- Agostino Guerrieri, compositore e violinista italiano (Milano)

## Condottieri(1)
- Agostino Fregoso, condottiero italiano (Genova, n. 1442 - Mercato San Severino, † 1486)

## Critici d'arte(1)
- Agostino Mario Comanducci, critico d'arte e storico dell'arte italiano (Sansepolcro, n. 1891 - Milano, † 1939)

## Diplomatici(1)
- Agostino Mathis, diplomatico e funzionario italiano (Torino, n. 1940 - Roma, † 2023)

## Dogi(10)
- Agostino Barbarigo, doge (Venezia, n. 1419 - Venezia, † 1501)
- Agostino Centurione, doge (Genova, n. 1584 - Genova, † 1657)
- Agostino Doria, doge (Genova, n. 1540 - Genova, † 1607)
- Agostino Lomellini, doge (Genova, n. 1709 - Genova, † 1791)
- Agostino Pallavicini, doge (Genova, n. 1577 - Genova, † 1649)
- Agostino Pinelli Ardimenti, doge (Genova, n. 1492 - Genova, † 1566)
- Agostino Pinelli Luciani, doge (Genova, n. 1537 - Genova, † 1620)
- Agostino Saluzzo, doge (Napoli, n. 1631 - Corigliano Calabro, † 1700)
- Agostino Spinola, doge (Genova, n. 1624 - Genova, † 1692)
- Agostino Viale, doge (Genova, n. 1692 - Genova, † 1777)

## Drammaturghi(3)
- Agostino Beccari, drammaturgo e poeta italiano (Ferrara - Ferrara, † 1590)
- Agostino Ricchi, commediografo e medico italiano (Lucca, n. 1512 - Lucca, † 1564)
- Agostino Tana, drammaturgo, poeta e scrittore italiano (Chieri, n. 1745 - Torino, † 1791)

## Economisti(1)
- Agostino Maria Trucco, economista italiano (Genova, n. 1865 - Roma, † 1940)

## Editori(1)
- Agostino Campi, editore italiano (Foligno, n. 1903 - Roma, † 1961)

## Entomologi(1)
- Agostino Dodero, entomologo italiano (Genova, n. 1864 - Genova, † 1937)

## Fantini(4)
- Agostino Lippi, fantino italiano (Monteroni d'Arbia, n. 1764 - Siena, † 1818)
- Agostino Pieri, fantino italiano (Acquapendente, n. 1837 - Acquapendente, † 1879)
- Agostino Rochi, fantino italiano (Belforte, n. 1780)
- Agostino Viligiardi, fantino italiano (Siena, n. 1819 - Siena, † 1856)

## Filologi(2)
- Agostino Pertusi, filologo classico, grecista e bizantinista italiano (Piacenza, n. 1918 - Milano, † 1979)
- Agostino Steuco, filologo, antiquario e filosofo italiano (Gubbio, n. 1497 - Venezia, † 1548)

## Filosofi(1)
- Agostino Nifo, filosofo e umanista italiano (Sessa Aurunca - Sessa Aurunca)

## Fisarmonicisti(1)
- Agostino Dodero, fisarmonicista, organista e compositore italiano (Genova, n. 1935 - Genova, † 2022)

## Fondisti(1)
- Agostino Zortea, ex fondista italiano (Feltre, n. 1985)

## Fotografi(1)
- Agostino Natale Luci, fotografo e pittore italiano (Firenze, n. 1857 - Arezzo, † 1937)

## Francescani(2)
- Agostino Gemelli, francescano, medico e psicologo italiano (Milano, n. 1878 - Milano, † 1959)
- Agostino da Montefeltro, francescano italiano (Sant'Agata Feltria, n. 1839 - Pisa, † 1921)

## Fumettisti(1)
- Agostino Origone, fumettista e illustratore italiano (Genova, n. 1946)

## Funzionari(2)
- Agostino Guerresi, prefetto e politico italiano (San Fili, n. 1880 - San Lucido, † 1961)
- Agostino Vespucci, funzionario italiano (Terricciola, n. 1462 - Terranuova, † 1515)

## Generali(3)
- Agostino Chiodo, generale e politico italiano (Savona, n. 1791 - Torino, † 1861)
- Agostino Petitti Bagliani di Roreto, generale e politico italiano (Torino, n. 1814 - Roma, † 1890)
- Agostino Saccozzi, generale italiano (Correggio, n. 1790 - Mira, † 1865)

## Gesuiti(1)
- Agostino Oldoini, gesuita, storico e bibliografo italiano (La Spezia, n. 1612 - Perugia, † 1683)

## Giavellottisti(1)
- Agostino Ghesini, ex giavellottista italiano (Ravenna, n. 1958)

## Giornalisti(2)
- Agostino Saccà, giornalista, dirigente pubblico e produttore televisivo italiano (Taurianova, n. 1944)
- Agostino Spataro, giornalista e politico italiano (Joppolo Giancaxio, n. 1948)

## Giuristi(3)
- Agostino Gambino, giurista italiano (Genova, n. 1933 - Roma, † 2021)
- Agostino Reale, giurista e patriota italiano (Pavia, n. 1790 - Pavia, † 1855)
- Agostino Todaro, giurista, botanico e politico italiano (Palermo, n. 1818 - Palermo, † 1892)

## Hockeisti su ghiaccio(1)
- Agostino Casale, ex hockeista su ghiaccio canadese (Montréal, n. 1968)

## Imprenditori(3)
- Agostino Burgarella Ajola, imprenditore e patriota italiano (Favignana, n. 1823 - Suez, † 1892)
- Agostino Kotzian, imprenditore austriaco (Brno, n. 1792 - Livorno, † 1878)
- Agostino Pennisi di Floristella, imprenditore e numismatico italiano (Acireale, n. 1832 - Acireale, † 1885)

## Incisori(1)
- Agostino Veneziano, incisore italiano (Venezia - Roma)

## Ingegneri(6)
- Agostino Burgarella, ingegnere e politico italiano (Trapani, n. 1884 - Trapani, † 1959)
- Agostino Giambelli, ingegnere e politico italiano (Milano, n. 1891 - Milano, † 1978)
- Agostino di Niccolò, ingegnere e architetto italiano (Piacenza)
- Agostino Porrino, ingegnere, militare e politico italiano (Torino, n. 1816 - Torino, † 1863)
- Agostino Ramelli, ingegnere italiano (Ponte Tresa, n. 1531 - † 1608)
- Agostino Rocca, ingegnere, dirigente d'azienda e imprenditore italiano (Milano, n. 1895 - Buenos Aires, † 1978)

## Intagliatori(1)
- Agostino De Marchi, intagliatore italiano (Crema, n. 1435 - Bologna)

## Letterati(4)
- Agostino Argenti, letterato italiano (Ferrara - Ferrara, † 1576)
- Agostino Coltellini, letterato italiano (Firenze, n. 1613 - Firenze, † 1693)
- Agostino Mascardi, letterato e storico italiano (Sarzana, n. 1590 - Sarzana, † 1640)
- Agostino Pepoli, letterato e mecenate italiano (Trapani, n. 1848 - Trapani, † 1910)

## Magistrati(1)
- Agostino Cordova, magistrato italiano (Reggio Calabria, n. 1936 - Reggio Calabria, † 2024)

## Matematici(2)
- Agostino Ariani, matematico italiano (Napoli, n. 1672 - Napoli, † 1748)
- Agostino Borio, matematico italiano (Torino, n. 1873 - Torino, † 1962)

## Medici(5)
- Agostino Bertani, medico, patriota e politico italiano (Milano, n. 1812 - Roma, † 1886)
- Agostino Gallarati, medico e fisico italiano (Mortara, n. 1568 - † 1643)
- Agostino Giuffrida, medico italiano (Gravina di Catania, n. 1705 - Catania, † 1777)
- Agostino Miozzo, medico e dirigente pubblico italiano (Camposampiero, n. 1953)
- Agostino Paci, medico, chirurgo e scienziato italiano (Ameglia, n. 1845 - Sarzana, † 1902)

## Militari(9)
- Agostino Capodistria, militare e politico greco (Corfù, n. 1778 - San Pietroburgo, † 1857)
- Agostino Castelli, militare italiano (Cagliari, n. 1799 - Bosa, † 1848)
- Agostino Ciarpaglini, militare italiano (Firenze, n. 1899 - Dembeguinà, † 1935)
- Agostino Luigi Devoto, militare statunitense (Borgonovo Ligure, n. 1851 - Tacoma, † 1923)
- Agostino Fausti, militare e aviatore italiano (Bracciano, n. 1918 - Africa Settentrionale Italiana, † 1940)
- Agostino Piella, militare italiano (Bologna, n. 1744 - † 1821)
- Agostino Piol, militare e partigiano italiano (Limana, n. 1924 - Giaveno, † 1944)
- Agostino Setti, militare italiano (Robecco Pavese, n. 1894 - Selo, † 1917)
- Agostino de' Mori da Ceno, militare italiano

## Monaci cristiani(2)
- Agostino di Canterbury, monaco cristiano, arcivescovo e santo britannico (Roma, n. 534 - Canterbury, † 604)
- Agostino Webster, monaco cristiano e abate inglese (Tyburn, † 1535)

## Musicisti(1)
- Agostino Gabucci, musicista italiano (Castelfranco di Sotto, n. 1896 - Roma, † 1976)

## Musicologi(1)
- Agostino Ziino, musicologo italiano (Palermo, n. 1937)

## Naturalisti(1)
- Agostino Bassi, naturalista e botanico italiano (Mairago, n. 1773 - Lodi, † 1856)

## Nobili(4)
- Agostino Chigi, nobile e militare italiano (Ariccia, n. 1858 - Adua, † 1896)
- Agostino Lodron, nobile italiano
- Agostino II Lodron, nobile italiano (n. 1540 - † 1570)
- Agostino Ripa di Meana, nobile italiano (Torino, n. 1730 - Torino, † 1785)

## Numismatici(1)
- Agostino Sbarra, numismatico italiano (Lucca - Parigi, † 1425)

## Operai(1)
- Agostino Novella, operaio, sindacalista e politico italiano (Genova, n. 1905 - Roma, † 1974)

## Organisti(1)
- Agostino Bonaventura Coletti, organista e compositore italiano (Lucca, n. 1680 - Venezia, † 1752)

## Orientalisti(1)
- Agostino Antonio Giorgi, orientalista e bibliotecario italiano (San Mauro Pascoli, n. 1711 - Roma, † 1797)

## Pallanuotisti(1)
- Agostino Frassinetti, pallanuotista e nuotatore italiano (Genova, n. 1897 - Genova, † 1967)

## Partigiani(2)
- Agostino Casati, partigiano e politico italiano (Rho, n. 1897 - Rho, † 1973)
- Agostino Melotti, partigiano e politico italiano (Nonantola, n. 1919 - Modena, † 2010)

## Patriarchi cattolici(1)
- Agostino Gradenigo, patriarca cattolico italiano (Venezia, n. 1570 - Padova, † 1629)

## Patrioti(1)
- Agostino Mattoli, patriota e politico italiano (Bevagna, n. 1801 - Bevagna, † 1869)

## Pittori(31)
- Agostino Aglio, pittore, disegnatore e incisore italiano (Cremona, n. 1777 - Londra, † 1857)
- Agostino Aldi, pittore italiano (Mantova, n. 1860 - Trento, † 1939)
- Agostino Apollonio, pittore italiano (Sant'Angelo in Vado)
- Agostino Arrivabene, pittore italiano (Rivolta d'Adda, n. 1967)
- Agostino Barbieri, pittore, scultore e scrittore italiano (Isola della Scala, n. 1915 - Sirmione, † 2006)
- Agostino Beltrano, pittore italiano (Napoli, n. 1607 - Napoli, † 1656)
- Agostino Bonalumi, pittore italiano (Vimercate, n. 1935 - Desio, † 2013)
- Agostino Bonisoli, pittore italiano (Cremona, n. 1633 - Cremona, † 1700)
- Agostino Carracci, pittore e incisore italiano (Bologna, n. 1557 - Parma, † 1602)
- Agostino Ciampelli, pittore italiano (Firenze, n. 1565 - Roma, † 1630)
- Agostino Cottolengo, pittore italiano (Bra, n. 1794 - Bra, † 1853)
- Agostino De Romanis, pittore italiano (Velletri, n. 1947 - Velletri, † 2025)
- Agostino Facheris, pittore italiano (Capersegno - Bergamo)
- Agostino Ferrari, pittore italiano (Milano, n. 1938)
- Agostino Fossati, pittore italiano (La Spezia, n. 1830 - La Spezia, † 1904)
- Agostino Galeazzi, pittore italiano (Brescia, n. 1523 - † 1576)
- Agostino Ghirlanda, pittore e letterato italiano (Massa - Pisa, † 1588)
- Agostino Marti, pittore italiano (Lucca, n. 1482)
- Agostino Masucci, pittore italiano (Roma - † 1758)
- Agostino Mengozzi-Colonna, pittore italiano (Venezia - Venezia, † 1792)
- Agostino Mitelli, pittore italiano (Battedizzo, n. 1609 - Madrid, † 1660)
- Agostino Santagostino, pittore italiano (Milano, n. 1635 - Mandello del Lario, † 1706)
- Agostino Scilla, pittore, scienziato e paleontologo italiano (Messina, n. 1629 - Roma, † 1700)
- Agostino Tassi, pittore italiano (Ponzano Romano, n. 1580 - Roma, † 1644)
- Agostino Ugolini, pittore italiano (Verona, n. 1758 - Verona, † 1824)
- Agostino da Vaprio, pittore italiano
- Agostino Veracini, pittore e restauratore italiano (Firenze, n. 1689 - Firenze, † 1762)
- Agostino Verani, pittore italiano (Torino, n. 1738 - Torino, † 1813)
- Agostino da Casanova, pittore italiano (Liguria - Liguria)
- Agostino da Massa, pittore italiano
- Agostino da Mozzanica, pittore italiano (Mantova, † 1544)

## Poeti(7)
- Agostino Caporilli Razza, poeta italiano (Alatri, n. 1796 - † 1848)
- Agostino Falconi, poeta e letterato italiano (La Spezia, n. 1816 - La Spezia, † 1882)
- Agostino Favoriti, poeta, presbitero e latinista italiano (Sarzana, n. 1624 - Roma, † 1682)
- Agostino Paradisi, poeta, economista e saggista italiano (Vignola, n. 1736 - Reggio Emilia, † 1783)
- Agostino Richelmy, poeta e traduttore italiano (Torino, n. 1900 - Collegno, † 1991)
- Agostino Schiaffino, poeta e storico italiano (Camogli)
- Agostino John Sinadino, poeta italiano (Il Cairo, n. 1876 - Milano, † 1956)

## Politici(30)
- Agostino Bajocco, politico italiano (San Valentino in Abruzzo Citeriore, n. 1828 - San Valentino in Abruzzo Citeriore, † 1920)
- Agostino Berenini, politico italiano (Parma, n. 1858 - Roma, † 1939)
- Agostino Bignardi, politico italiano (Bologna, n. 1921 - Roma, † 1983)
- Agostino Cameroni, politico, giornalista e critico musicale italiano (Treviglio, n. 1870 - Caravaggio, † 1920)
- Agostino Casini, politico italiano (Cosenza, n. 1848 - Napoli, † 1892)
- Agostino D'Incà, politico e antifascista italiano (Belluno, n. 1893 - † 1950)
- Agostino Depretis, politico italiano (Mezzana Corti Bottarone, n. 1813 - Stradella, † 1887)
- Agostino Di Stefano Genova, politico italiano (Palermo, n. 1904 - † 1984)
- Agostino Farina, politico italiano (Buddusò, n. 1817 - Varazze, † 1896)
- Agostino Ghiglia, politico italiano (Torino, n. 1965)
- Agostino Greggi, politico, avvocato e ingegnere italiano (Roma, n. 1920 - Roma, † 2002)
- Agostino Lascaris di Ventimiglia, politico italiano (Torino, n. 1776 - Saint-Vincent, † 1838)
- Agostino Magliani, politico italiano (Laurino, n. 1824 - Roma, † 1891)
- Agostino Mantovani, politico italiano (Castellucchio, n. 1937)
- Agostino Marianetti, politico e sindacalista italiano (Tripoli, n. 1940 - Roma, † 2016)
- Agostino Mattoli II, politico italiano (Bevagna, n. 1873 - Anzio, † 1929)
- Agostino Molino, politico italiano (Mollia - Torino, † 1871)
- Agostino Moschetti, politico italiano (Caraglio, n. 1824 - † 1885)
- Agostino Pavan, politico e sindacalista italiano (Venezia, n. 1921 - Treviso, † 2012)
- Agostino Pennisi Statella, politico e numismatico italiano (Acireale, n. 1890 - Acireale, † 1963)
- Agostino Plutino, politico italiano (Reggio Calabria, n. 1810 - Reggio Calabria, † 1885)
- Agostino Ricci, politico e militare italiano (Savona, n. 1832 - Torino, † 1896)
- Agostino Ruffini, politico e patriota italiano (Genova, n. 1812 - Taggia, † 1855)
- Agostino Santillo, politico italiano (Caserta, n. 1974)
- Agostino Castelvì, politico e militare italiano (Cagliari - Cagliari, † 1668)
- Agostino Signorini, politico italiano (Ambra, n. 1879 - Bucine, † 1928)
- Agostino Taraschi, politico e scrittore italiano (Canzano, n. 1822 - Teramo, † 1883)
- Agostino Zavattini, politico italiano (Moglia, n. 1928 - San Benedetto Po, † 1995)
- Agostino Zorzato, politico italiano (Solesino, n. 1920 - Rovigo, † 1983)
- Agostino Timoleone di Cossé-Brissac, politico francese (Parigi, n. 1775 - Parigi, † 1848)

## Poliziotti(1)
- Agostino Catalano, poliziotto italiano (Palermo, n. 1949 - Palermo, † 1992)

## Presbiteri(8)
- Agostino Dal Pozzo, presbitero, storico e scrittore italiano (Rotzo, n. 1732 - Bassano del Grappa, † 1798)
- Agostino Daldini, presbitero e botanico svizzero (Vezia, n. 1817 - Orselina, † 1895)
- Agostino Roscelli, presbitero italiano (Bargone di Casarza Ligure, n. 1818 - Genova, † 1902)
- Agostino Schoeffler, presbitero e missionario francese (Mittelbronn, n. 1822 - Son Tay, † 1851)
- Agostino Trapè, presbitero e filosofo italiano (Montegiorgio, n. 1915 - Roma, † 1987)
- Agostino Zhao Rong, presbitero cinese (Wuchuan, n. 1746 - Chengdu, † 1815)
- Agostino de Fango, presbitero italiano (Biella - Venezia, † 1493)
- Agostino de Vivo, presbitero, teologo e filosofo italiano (Tramonti - Tramonti, † 1581)

## Principi(3)
- Agostino Chigi Albani della Rovere, V principe di Farnese, principe italiano (Roma, n. 1771 - Roma, † 1855)
- Agostino Chigi della Rovere, III principe di Farnese, principe italiano (Roma, n. 1710 - Roma, † 1769)
- Agostino Chigi, I principe di Farnese, principe italiano (Siena, n. 1634 - Roma, † 1705)

## Produttori cinematografici(1)
- Dino De Laurentiis, produttore cinematografico italiano (Torre Annunziata, n. 1919 - Beverly Hills, † 2010)

## Psicoanalisti(1)
- Agostino Racalbuto, psicoanalista italiano (Catania, n. 1948 - Padova, † 2005)

## Pugili(1)
- Agostino Cardamone, ex pugile italiano (Montoro Inferiore, n. 1965)

## Registi(2)
- Agostino Ferrente, regista, sceneggiatore e produttore cinematografico italiano (Cerignola, n. 1971)
- Ago Panini, regista, bassista e pubblicitario italiano (Torino, n. 1967)

## Religiosi(14)
- Agostino da Scarperia, religioso e teologo italiano (Scarperia)
- Agostino da Norcia, religioso, mistico e filosofo italiano
- Agostino di Dacia, religioso danese (Dacia - Scandinavia, † 1285)
- Agostino Cazzuli, religioso italiano (Crema - Crema, † 1485)
- Agostino Cennini, religioso italiano (Siena - Praga, † 1420)
- Agostino Lampugnani, religioso e scrittore italiano (Milano, n. 1586 - Milano, † 1657)
- Agostino de Lestrange, religioso francese (Colombier-le-Vieux, n. 1754 - Lione, † 1827)
- Agostino Maria Molin, religioso e insegnante italiano (Venezia, n. 1775 - Osimo, † 1840)
- Agostino Moreschini, religioso, predicatore e teologo italiano (Montalcino - Milano, † 1559)
- Agostino Morigia, religioso e beato italiano (Pallanza)
- Agostino Novello, religioso italiano (Tarano, n. 1240 - Siena, † 1309)
- Agostino Strozzi, religioso e scrittore italiano
- Agostino Viela Ezcurdia, religioso spagnolo (Oteiza de la Solana, n. 1914 - Barbastro, † 1936)
- Agostino da Medole, religioso e letterato italiano (Medole)

## Retori(1)
- Agostino Dati, oratore, storico e filosofo italiano (Siena, n. 1420 - † 1478)

## Rugbisti a 15(1)
- Agostino Puppo, rugbista a 15 italiano (Genova, n. 1948 - † 2010)

## Saggisti(1)
- Agostino degli Espinosa, saggista e romanziere italiano (Civitavecchia, n. 1904 - Roma, † 1952)

## Scacchisti(1)
- Agostino Braca, scacchista italiano (Salerno, n. 1959)

## Scrittori(5)
- Agostino Della Sala Spada, scrittore e giornalista italiano (Calliano, n. 1842 - Moncalvo, † 1913)
- Agostino Formica, scrittore e saggista italiano (Terranova Sappo Minulio, n. 1946)
- Agostino La Lomia, scrittore italiano (Canicattì, n. 1905 - Gravina di Catania, † 1978)
- Agostino Pisa, scrittore e musicologo italiano (Roma)
- Agostino Roncallo, scrittore e storico della letteratura italiano (Genova, n. 1957)

## Scultori(13)
- Agostino di Duccio, scultore italiano (Firenze, n. 1418 - Perugia)
- Agostino di Giovanni, scultore e architetto italiano (Siena)
- Agostino Bugiardini, scultore italiano (Firenze - Firenze, † 1623)
- Agostino Busti, scultore italiano (Busto Arsizio, n. 1483 - Milano, † 1548)
- Agostino Carlini, scultore e pittore italiano (Genova, n. 1718 - Londra, † 1790)
- Agostino Cornacchini, scultore e pittore italiano (Pescia, n. 1686 - Roma, † 1754)
- Agostino Ferrarini, scultore italiano (Moletolo, n. 1828 - Reggio Emilia, † 1898)
- Agostino Fonduli, scultore e architetto italiano
- Agostino Penna, scultore italiano (Roma, n. 1728 - Roma, † 1800)
- Agostino Radi, scultore italiano (Cortona - † 1655)
- Agostino Rubini, scultore italiano (n. 1558 - † 1594)
- Agostino Silva, scultore svizzero (Morbio Inferiore, n. 1628 - Morbio Inferiore, † 1706)
- Agostino Storace, scultore italiano (Genova, n. 1720 - Genova, † 1793)

## Sindacalisti(2)
- Agostino Lanzillo, sindacalista, politico e economista italiano (Reggio Calabria, n. 1886 - Milano, † 1952)
- Agostino Lo Piano Pomar, sindacalista e politico italiano (Caltanissetta, n. 1871 - Caltanissetta, † 1927)

## Skeletonisti(1)
- Agostino Lanfranchi, skeletonista e bobbista italiano (Palazzolo sull'Oglio, n. 1892 - Bergamo, † 1963)

## Storici(5)
- Agostino Giovagnoli, storico e storico della filosofia italiano (Roma, n. 1952)
- Agostino Inveges, storico italiano (Sciacca, n. 1595 - Palermo, † 1677)
- Agostino Paravicini Bagliani, storico italiano (Bergamo, n. 1943)
- Agostino Sagredo, storico e politico italiano (Venezia, n. 1798 - Vigonovo, † 1871)
- Agostino Tolosano, storico e religioso italiano (n. 1188 - † 1226)

## Stuccatori(1)
- Agostino Bossi, stuccatore italiano (Porto Ceresio, n. 1740 - Dettelbach, † 1799)

## Tenori(1)
- Agostino Lazzari, tenore italiano (Sestri Ponente, n. 1919 - Genova, † 1981)

## Teologi(5)
- Agostino Gervasio, teologo e arcivescovo cattolico italiano (Montoro Superiore, n. 1730 - Capua, † 1806)
- Agostino Mainardi, teologo e pastore protestante italiano (Caraglio, n. 1482 - Chiavenna, † 1563)
- Agostino Olivieri, teologo e vescovo cattolico italiano (Genova, n. 1758 - Napoli, † 1834)
- Agostino Pantò, teologo, oratore e giurista italiano (Alcamo, n. 1675 - Palermo, † 1735)
- Agostino Trionfi, teologo e scrittore italiano (Ancona, n. 1275 - Napoli, † 1328)

## Umanisti(1)
- Agostino Beaziano, umanista e poeta italiano (Treviso - Treviso, † 1549)

## Velisti(2)
- Agostino Sommariva, ex velista italiano (Albenga, n. 1966)
- Agostino Straulino, velista e ammiraglio italiano (Lussinpiccolo, n. 1914 - Roma, † 2004)

## Vescovi cattolici(17)
- Agostino Felice Addeo, vescovo cattolico italiano (Vico di Palma, n. 1876 - Roma, † 1957)
- Agostino Albergotti, vescovo cattolico italiano (Arezzo, n. 1755 - Arezzo, † 1825)
- Agostino Baglione, vescovo cattolico italiano (Alessandria - Alessandria, † 1571)
- Agostino Casotti, vescovo cattolico e beato dalmata (Traù - Lucera, † 1323)
- Agostino Ernesto Castrillo, vescovo cattolico italiano (Pietravairano, n. 1904 - San Marco Argentano, † 1955)
- Agostino Colaianni, vescovo cattolico italiano (Barisciano, n. 1751 - Sora, † 1814)
- Agostino D'Arco, vescovo cattolico italiano (Ischia, n. 1899 - Castellammare di Stabia, † 1966)
- Agostino Erlendsson, vescovo cattolico e santo norvegese (Norvegia - Trondheim, † 1188)
- Agostino Falivene, vescovo cattolico italiano (Giffoni Valle Piana - Ischia, † 1548)
- Agostino Ferrari Toniolo, vescovo cattolico italiano (Pieve di Soligo, n. 1917 - Albano Laziale, † 2004)
- Agostino Giustiniani, vescovo cattolico italiano (Genova, n. 1470 - Mare di Corsica, † 1536)
- Agostino Laera, vescovo cattolico italiano (Acquaviva delle Fonti, n. 1871 - Castellaneta, † 1942)
- Agostino Maria Neuroni, vescovo cattolico svizzero (Lugano, n. 1690 - Como, † 1760)
- Agostino Patrizi Piccolomini, vescovo cattolico italiano (Siena - † 1495)
- Agostino Priuli, vescovo cattolico italiano (Venezia, n. 1596 - Bergamo, † 1632)
- Agostino Steffani, vescovo cattolico e compositore italiano (Castelfranco Veneto, n. 1654 - Francoforte sul Meno, † 1728)
- Agostino Zampini, vescovo cattolico italiano (Firenze, n. 1858 - Città del Vaticano, † 1937)

## Zoologi(1)
- Agostino Colombre, zoologo e veterinario italiano (San Severo)